# Christian Badia

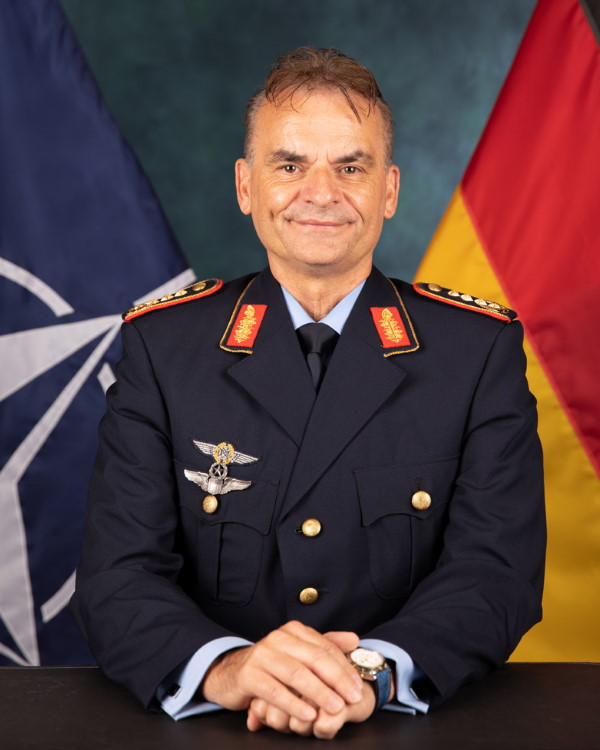
General Chris Badia (2022)

Christian „Chris“ Nikolaus Badia (* 28. September 1963 in Hausham) ist ein General der Luftwaffe der Bundeswehr und war vom 7. Juli 2022 bis zum 11. Juli 2025 der Deputy Supreme Allied Commander Transformation.

## Militärische Laufbahn

### Ausbildung und erste Verwendungen
Christian Badia trat nach dem Abitur 1984 in die Bundeswehr ein und absolvierte die Offizierausbildung der Luftwaffe. 1986 begann seine Flugzeugführerausbildung in den Vereinigten Staaten als Strahlflugzeugführer auf F-4 Phantom. Von 1988 bis 1996 wurde Badia in verschiedenen Verwendungen im Jagdgeschwader 71 „Richthofen“ in Wittmund eingesetzt. Anschließend übernahm er von 1996 bis 1998 das Kommando über die 1. Jagdstaffel. An der Führungsakademie der Bundeswehr absolvierte er von 1998 bis 2000 den 43. Generalstabslehrgang.

### Dienst als Stabsoffizier
Von 2000 bis 2002 diente Badia als Persönlicher Stabsoffizier des Befehlshabers/Stellvertretenden Befehlshabers beim Hauptquartier Allied Air Forces Northern Europe in Ramstein. Nach einer einjährigen Verwendung im Kommando der 4. Luftwaffendivision in Aurich als Abteilungsleiter Einsatz wurde Badia von 2003 bis 2006 im Verteidigungsministerium in Berlin eingesetzt; zunächst als Referent im Führungsstab der Streitkräfte (FüS III 6), danach als militärpolitischer Referent für den Parlamentarischen Staatssekretär Walter Kolbow sowie anschließend als Büroleiter der Staatssekretäre Kolbow und Friedbert Pflüger. Von 2006 bis 2009 war er Kommodore des Jagdgeschwaders 71 „Richthofen“ in Wittmund. In diesem Zeitraum absolvierte er von Februar 2008 bis August 2008 einen Auslandseinsatz in Kabul/Afghanistan. Ab 2009 übernahm er das Referat FüL III 1 (Konzeptionelle Weiterentwicklung der Luftwaffe) im Führungsstab der Luftwaffe in Bonn als Referatsleiter.

### Dienst als General
Im Jahr 2012 wurde Badia Abteilungsleiter 1 (Weiterentwicklung, Planung Luftwaffe) im neu aufgestellten Kommando Luftwaffe in Gatow. Im Januar 2013 wechselte er erneut ins Bundesministerium der Verteidigung nach Bonn und übernahm die Verantwortung über die Unterabteilung I in der Abteilung Planung. Von 2014 bis 2017 führte Badia das European Air Transport Command (EATC) in Eindhoven (Niederlande), um anschließend den Dienstposten als Amtschef des Luftfahrtamtes der Bundeswehr anzutreten. Badia wurde zum 1. Oktober 2018  Abteilungsleiter Planung im Bundesministerium der Verteidigung. Am 7. Juli 2022 wurde Badia, unter Beförderung zum General, auf den Dienstposten des stellvertretenden Supreme Allied Commander Transformation versetzt.

### Einsätze
- 02/2008 – 08/2008 DDO DtA HQ ISAF, Kabul

### Auszeichnungen
- Ordre de la couronne de chêne (Luxemburg)[3]

## Privates
Badia ist verheiratet und hat zwei Töchter.